# Lupinus macranthus
Lupinus macranthus là một loài thực vật có hoa trong họ Đậu. Loài này được Rose miêu tả khoa học đầu tiên năm 1905.